# Famille du Tour van Bellinchave
La famille du Tour van Bellinchave est une famille de la noblesse des Pays-Bas.

## Histoire
La famille du Tour est originaire de Gascogne (Royaume de France). Martial du Tour, seigneur de La Tour, du Pont, de Bordes, d'Abadie, de La Cavaille et de La Pomerede, conseiller du roi Henri IV de France, épouse Civille d'Avance. Son fils, David du Tour, seigneur de La Pomerade, né en 1580 à Lavardac et mort en 1625 à Utrecht, devient officier du Statendienst et est l'ancêtre de la branche établie aux Pays-Bas. Son fils Markus du Tour (1624-1672) participe à la fondation de la Bibliotheca Thysiana.
Par décret souverain du 28 août 1814, les membres de la famille sont reconnus nobles de Frise, suivis un peu plus tard par nomination à la chevalerie (1814 et 1825). En 1820, le titre de baron est reconnu aux membres de la famille. Avec Amalia Louisa Petronella barones du Tour (1888-1984), la famille noble hollandaise s'est éteinte.

## Personnalités
- David Constantin du Tour (1657-1727), membre des États généraux des Provinces-Unies
- Gerrit Martijn du Tour (1715-1788), bourgmestre d'Alkmaar
- Jacob Adriaan du Tour (1734-1780), grietman (en) de het Bildt, membre des États généraux des Provinces-Unies
- Johan du Tour (1746-1818), membre du Corps législatif du royaume de Hollande
- Jacob Nanning baron du Tour (1749-1823), grietman (en) de Leeuwarderadeel
- Marc Cornelis Willem du Tour van Bellinchave (1764-1850), membre de la Première Chambre des États généraux
- Marc Willem du Tour van Bellinchave (1835-1908), ministre

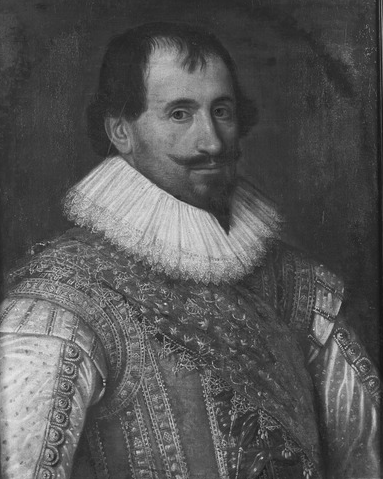
David du Tour
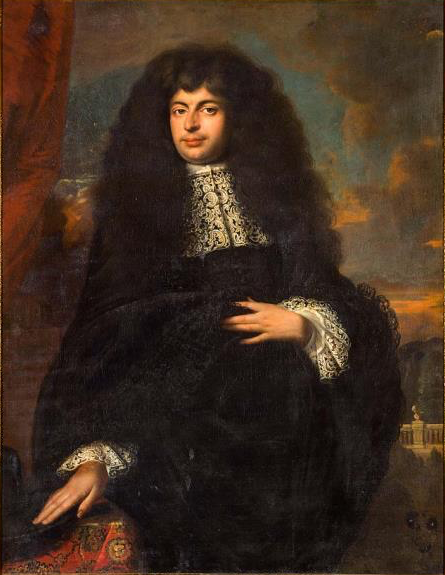
David Constantijn du Tour
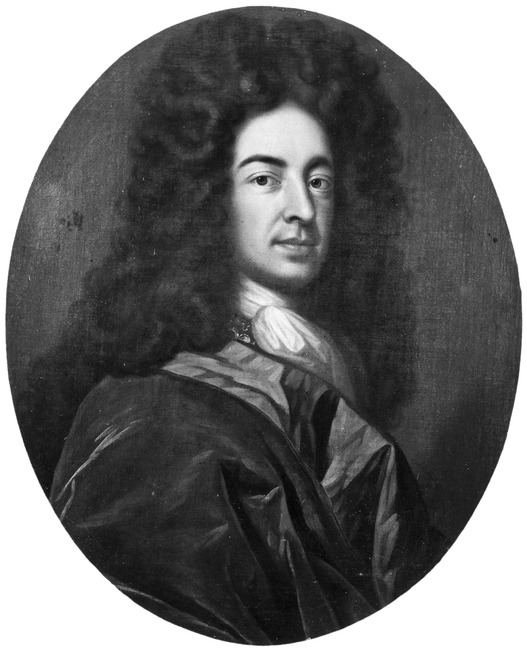
Marc Willem du Tour
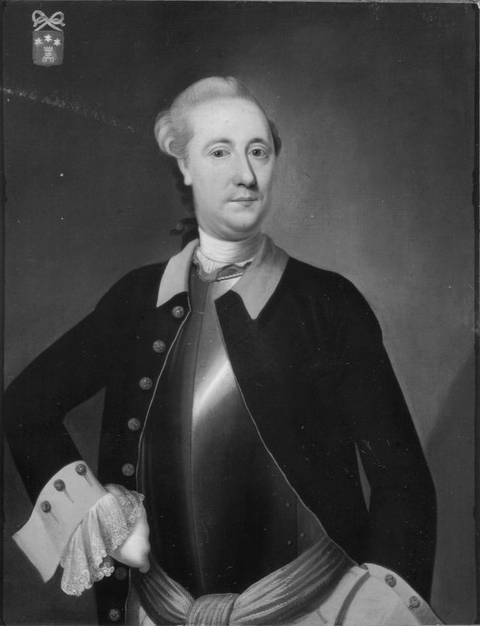
Onno Tamminga du Tour
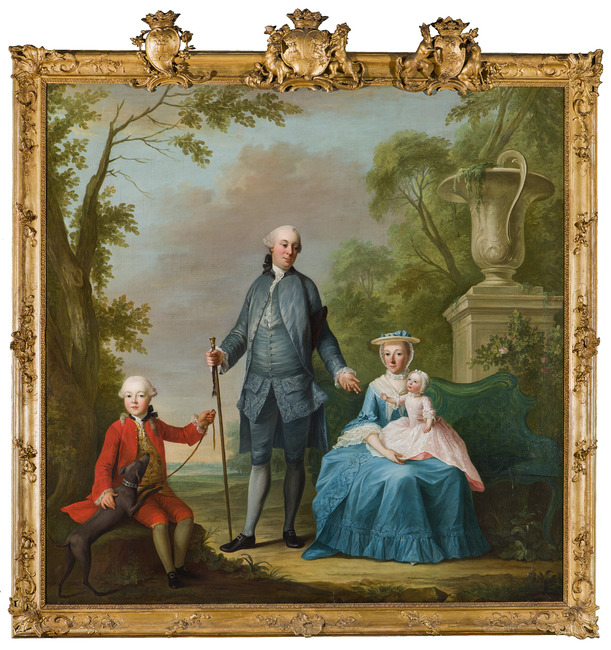
Jacob Adriaan du Tour et sa famille.
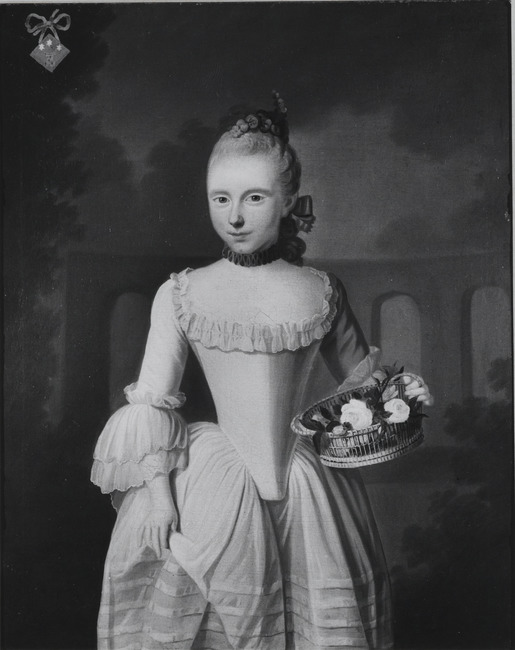
Sara Cornelia Jacoba du Tour, comtesse zu Sayn-Wittgenstein-Berleburg
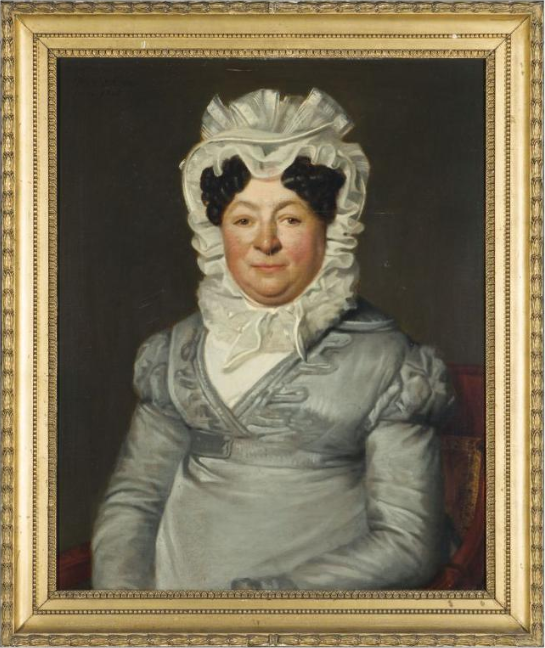
Catharina Louisa Antoinetta Anna du Tour van Bellinchave
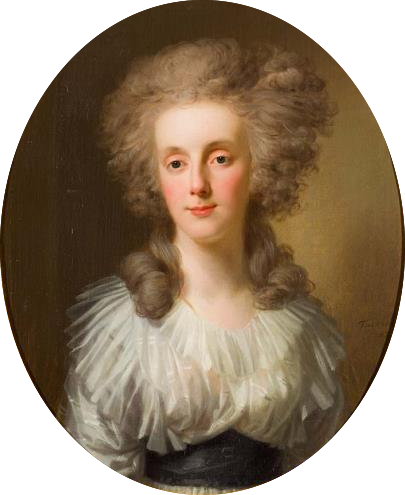
Anna Catharina Elisabeth, baronne du Tour
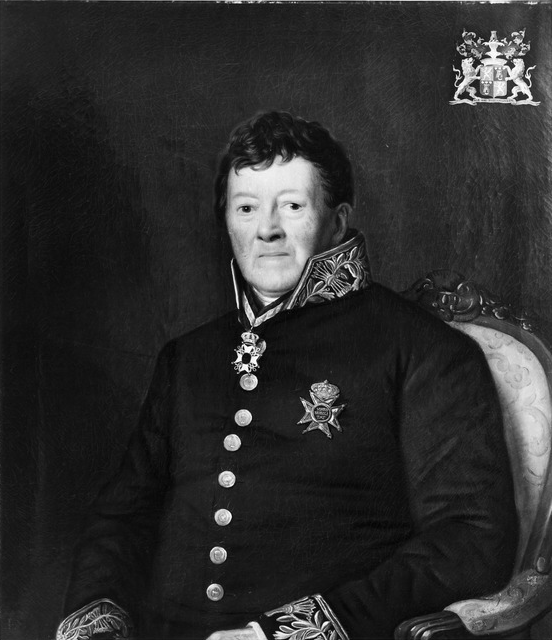
Marc Cornelis Willem, baron du Tour van Bellinchave
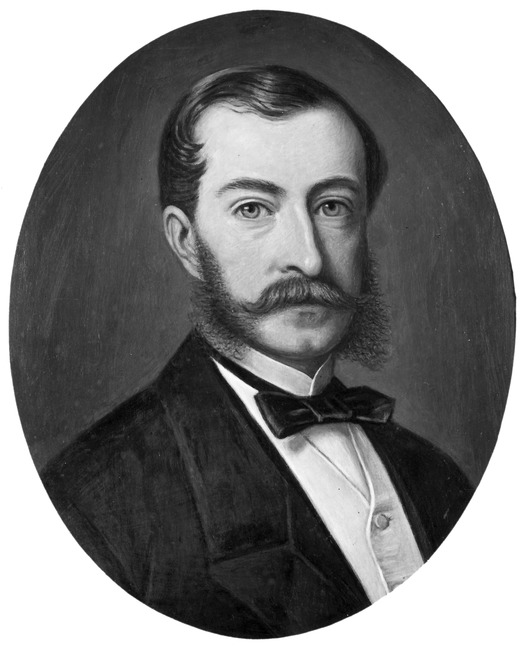
Marc Willem du Tour van Bellinchave
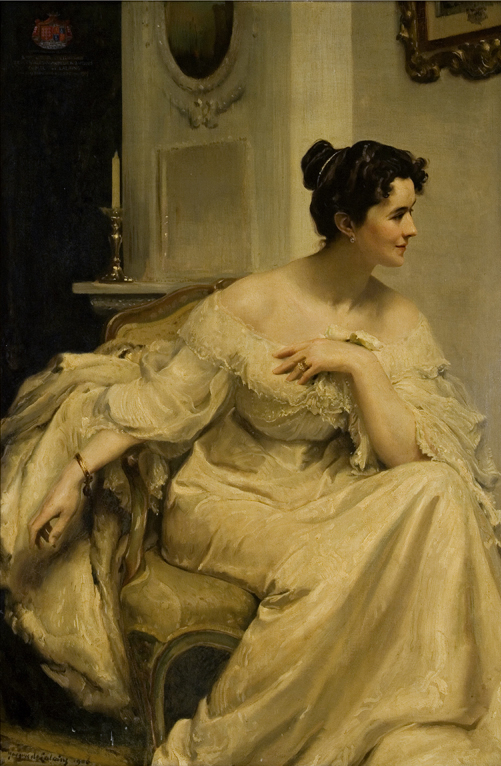
Christine du Tour van Bellinchave, comtesse de Lalaing

## Châteaux
- Bellinckhof (nl)
- Zandvliet

## Principales alliances
Les principales alliances de la famille du Tour sont : Van Scheltinga (nl), Van Assendelft (nl), van Haren (nl), de Beaufort (nl), Baert, de Lalaing, zu Sayn-Wittgenstein-Berleburg, de Smeth (nl), Ablay, van Nagell (nl), Collot d'Escury (nl).

## Pour approfondir